# Terville Florange Olympique Club 2021-2022
Questa voce raccoglie le informazioni riguardanti il Terville Florange Olympique Club nelle competizioni ufficiali della stagione 2021-2022.

## Organigramma societario
Area direttiva
- Presidente: Daniel Mroczkowski

Area tecnica
- Allenatore: Romain Pitou
- Allenatore in seconda: Simon Garel
- Scout man: Damien Pepin

## Rosa
| N° | Nome                 | Ruolo | Data di nascita  | Nazionalità sportiva |
| -- | -------------------- | ----- | ---------------- | -------------------- |
| 1  | Mariam Sidibé        | C     | 17 maggio 1993   | Francia              |
| 2  | Manon Louessard      | C     | 20 giugno 2003   | Francia              |
| 3  | Kendall White        | L     | 7 luglio 1997    | Stati Uniti          |
| 4  | Ashley Evans         | P     | 23 dicembre 1994 | Stati Uniti          |
| 6  | Léna Chameaux        | P     | 5 maggio 1997    | Francia              |
| 7  | Rūta Staniulytė      | C     | 14 agosto 1998   | Bulgaria             |
| 8  | Vicky Savard         | S     | 14 febbraio 1993 | Canada               |
| 9  | Élissa Baklouti      | S     | 4 marzo 2004     | Francia              |
| 10 | Taylor Mims          | O     | 8 agosto 1997    | Stati Uniti          |
| 11 | Alicia Huet          | C     | 8 aprile 2001    | Francia              |
| 12 | Isaline Sager-Weider | C     | 5 luglio 1988    | Francia              |
| 13 | Polina Bratuhhina    | S     | 7 dicembre 1987  | Estonia              |
| 14 | Audrey Ridel         | S     | 1º marzo 2000    | Francia              |
| 16 | Eva Del Moral        | P     | 24 marzo 2002    | Francia              |
| 19 | Anna Maria Spanou    | S     | 18 novembre 1995 | Grecia               |
| 20 | Cassie Messein       | L     | 5 marzo 2002     | Francia              |